# Gavrilo Princip
Gavrilo Princip (n. 13/25 iulie 1894, Obljaj⁠(d), Federația Bosniei și Herțegovinei, Bosnia și Herțegovina – d. 28 aprilie 1918, Theresienstadt Small Fortress⁠(d), Ústí nad Labem, Cehia) a fost un activist naționalist sârb bosniac, membru al societății teroriste Mâna Neagră și responsabilul pentru asasinarea arhiducelui Franz Ferdinand, eveniment care a dus la declanșarea Primului Război Mondial. Născut în Bosansko Grahovo, în Bosnia sârbească într-o familie de țărani, Princip a fost cooptat într-o societate secretă sârbească numită Mâna Neagră, cunoscută și ca „Ujedinjenje ili Smrt” (Uniune sau Moarte). 
Societatea urmărea distrugerea influenței Imperiului Austro-Ungar în Balcani, astfel încât să se poată realiza expansiunea statului sârb ca putere regională balcanică. Pentru atingerea acestui scop s-a apelat la toate mijloacele, fiind vehiculate mai multe variante; fie asasinarea unui membru al familiei imperiale Habsburgice, fie a unui înalt oficial din guvern.
Din surse sigure se aflase că arhiducele Franz Ferdinand urma să efectueze o vizită oficială în Sarajevo în luna iunie 1914.
Princip, în colaborare cu Nedeljko Čabrinović și alți patru complici, au așteptat sosirea arhiducelui în data de 28 iunie 1914.

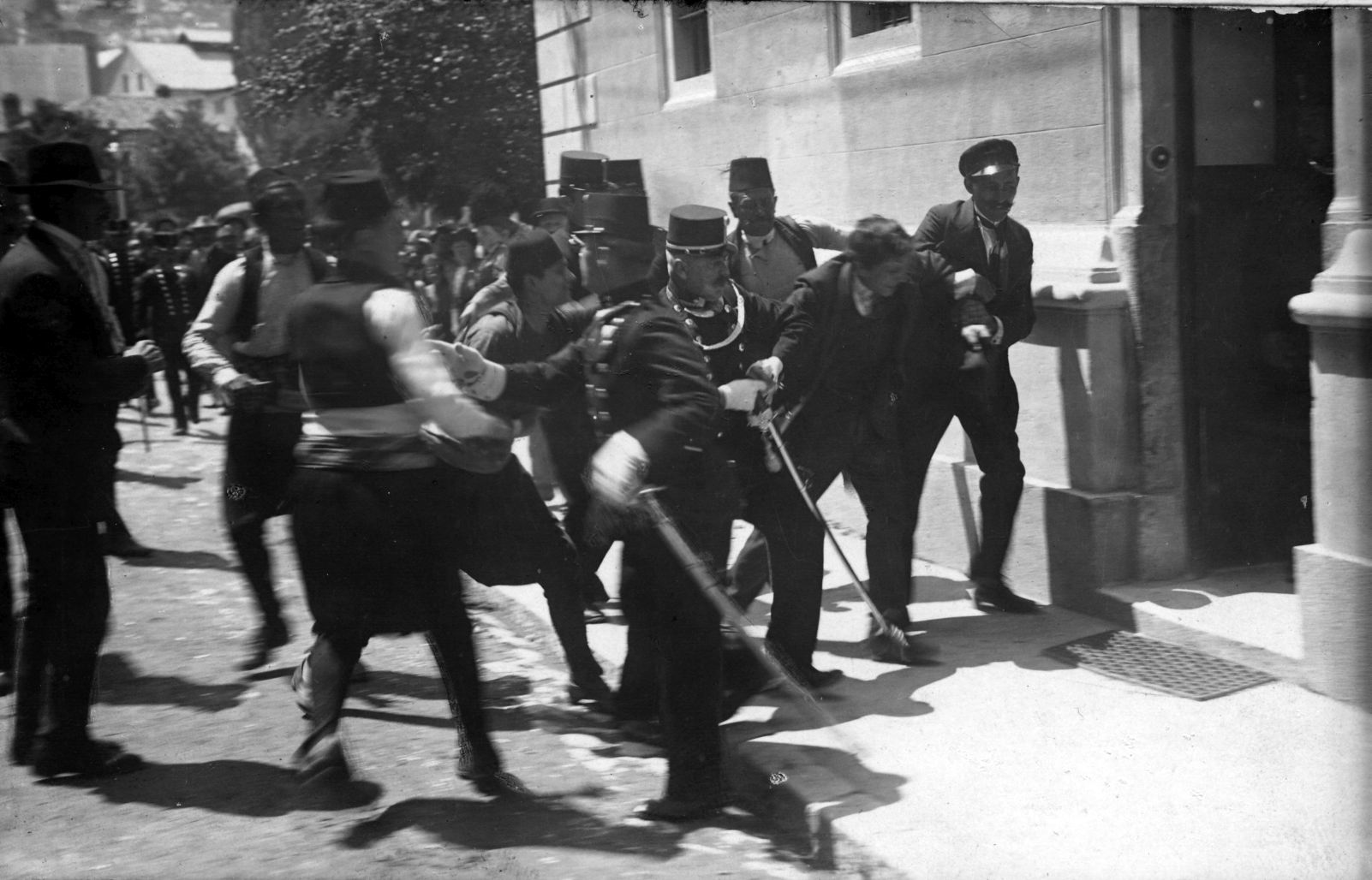
Arestarea lui Gavrilo Princip

Cabrinovic a aruncat o bombă înspre mașina arhiducelui, aceasta explodând în apropiere. La puțin timp, arhiducele Franz Ferdinand și soția sa Sophie au fost omorâți de către Princip, care a folosit un pistol FN Browning M1910, în timp ce ei se aflau în drum spre spital pentru a vizita ofițerul rănit de bombă. 
Princip a susținut că nu țintise către ducesă ci către generalul Oskar Potiorek, guvernatorul militar al Bosniei. Imperiul Austro-Ungar a declarat Serbia vinovată și îi declară război în data de 28 iulie.
În data de 28 octombrie 1914 Tribunalul Sarajevo l-a condamnat pe Princip la 20 de ani de închisoare, pedeapsa maximă pentru o persoană care nu împlinise încă vârsta de 20 de ani. Parchetul a cerut pedeapsa capitală, bazându-se pe faptul că în certificatul de naștere figura ca dată a nașterii 13 iunie (pe stil vechi), ceea ce ar fi însemnat că la data atentatului ar fi avut vârsta de 20 de ani și 15 zile. Tribunalul s-a bazat pe datele din registrul de botez, conform căruia Princip s-a născut în 25 iulie, și a respins argumentația procurorilor.
Princip a întreprins în închisoarea Theresienstadt mai multe tentative de suicid, ceea ce a dus la amputarea unei mâini. A murit în spitalul închisorii, bolnav de tuberculoză.
Crima săvârșită de Princip a declanșat Primul Război Mondial.